# Stelzhamer-Plakette
Die Stelzhamer-Plakette ist eine Auszeichnung, die 1952 im Zusammenhang mit dem 150. Geburtstag des Mundartdichters Franz Stelzhamer aus Großpiesenham vom Land Oberösterreich für „Verdienste um Oberösterreichs Mundart und  Volkstum“ gestiftet wurde.

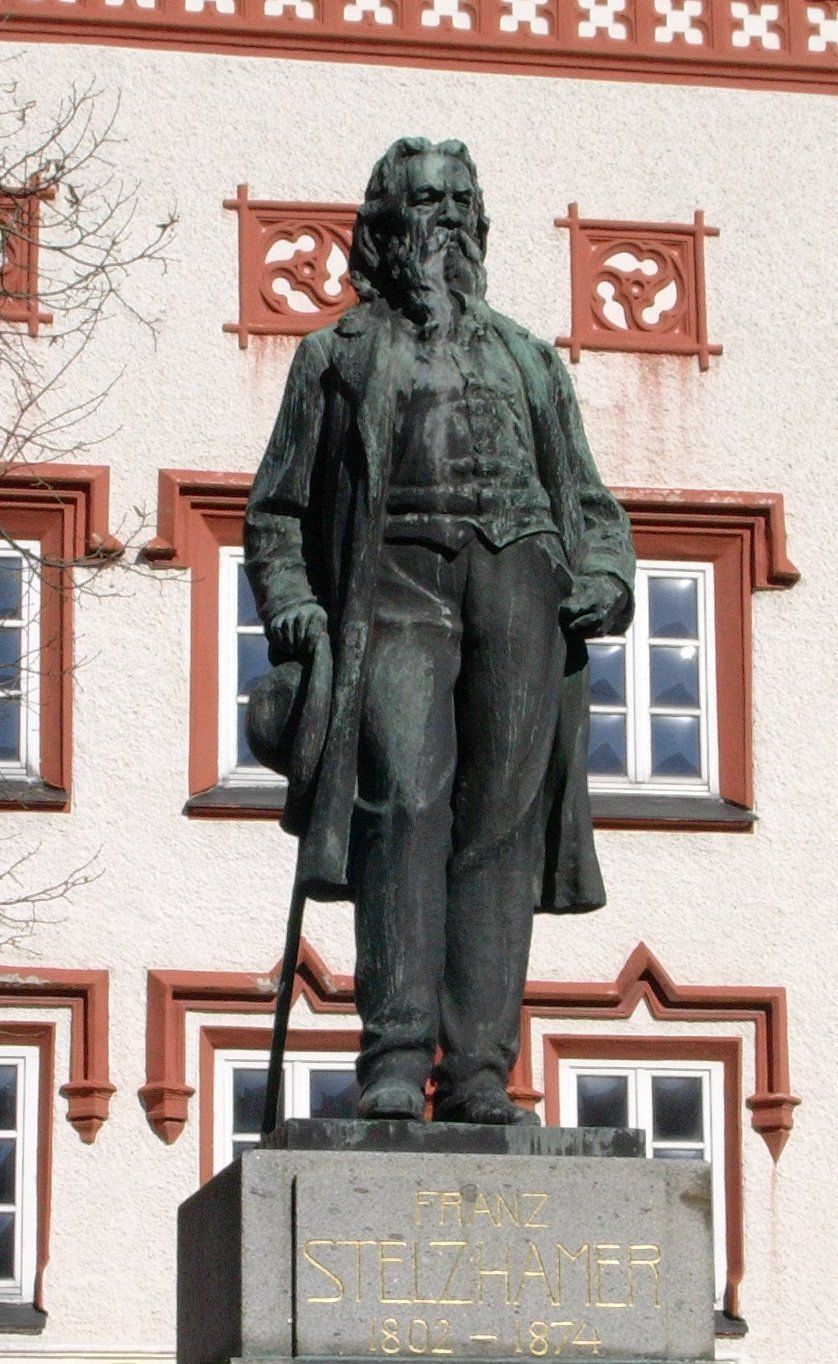
Das Franz-Stelzhamer-Denkmal in Ried im Innkreis

## Träger dieser Auszeichnung
Mit der Stelzhamer-Plakette wurden ausgezeichnet:
1952
- Max Bauböck Ried im Innkreis
- Msgr. Franz Berger, Linz
- Hans Commenda, Linz
- Vinzenz Müller, Linz
- Richard Plattensteiner, Innsbruck

1953
- Karl Bacher, Linz
- Karl Gattermeyer, Linz
- Hans Giegle, Bad Aussee
- Otto Jungmair, Linz
- Hans Schatzdorfer, Großpiesenham

1957
- Karl Hobl, Wels
- Hans Mittendorfer, Wolkersdorf, NÖ

1960
- Hans Reinthaler, Wien

1961
- Trude Payer, Wien
- Wilhelm Schaumberger, Steyr

1962
- Wolfgang Dobesberger, Linz
- Pater Emmerich Doninger, Wilhering
- Oberst Rudolf Eibl, Wels
- Reinhold Friedl, Linz
- Johannes Hauer, Wels
- Karl M. Klier, Wien
- Raimund Zoder, Wien

1966
- Oskar Hinterleitner, Oberneukirchen
- Helmuth Huemer, Linz
- Franz C. Lipp, Linz

1968
- Hans Bachl, Linz
- Hermann Derschmidt, Wels
- Hermann Edtbauer, St. Georgen i. A.
- Ludwig Pasch, Ried im Innkreis
- Hubert Pichler
- Karl Pühringer, Linz

1970
- Pfarrer August Daxberger, Aschach an der Donau

1974
- Alois Sonnleitner, Rohrbach

1975
- Hans Haager, Bad Hall

1976
- Maria Hornung, Wien
- Augustin Roitinger, Weibern
- Oberschulrat Rupert Ruttmann

1979
- Albrecht Etz, Altmünster

1980
- Josef Viktor Stummer, Linz

1981
- Gottfried Glechner, Braunau am Inn

1982
- Hugo Schanovsky, Linz

1983
- Leopold Wandl, Linz

1993
- Katharina Dobler
- Gustav Ganglmair
- Franz Neudorfer
- Karl Pömer

1996
- Wilhelm Eichinger, Leonding

2002
- Silvia Bengesser, Salzburg
- Martin Moser, Höhenhart

2004
- Alfons Etz, Ried im Innkreis
- Karl Kriechbaum, Leonding

2011
- Freimut Rosenauer, Tumeltsham
- Hans Samhaber, St. Marienkirchen a. H.

2016
- Karlheinz Sandner, Kefermarkt